# クルセイダーズFC
クルセイダーズ・フットボール・クラブ (英語: Crusaders Football Club) は、北アイルランドの首都ベルファストをホームタウンとするサッカークラブ。クリフトンビルと特に激しいライバル関係にあり、試合は北部ベルファストダービーとして知られている。リンフィールド、グレントランとの試合もベルファストダービーである。

## 歴史
クルセイダーズ・フットボール・アンド・アスレティック・クラブは1898年に創設された。クラブ最初の会議はベルファストの182ノースクイーン・ストリートで開催されたと考えられている。クラブ名にはローワン・スターやカルトラ・ユナイテッド、クイーンズ・ローヴァーズ、Mervueワンダラーズ、リリパッティアンズを含む多くの提案があったが、より国際的重要性を持つクルセイダーズ (十字軍に由来) が採用された。現存する記録では、最初の試合は1898年12月10日にベッドフォードと対戦し、5-2で勝利した。
1949年、ベルファスト・セルティックがリーグから撤退したため、代わりに1949-50シーズンのIFAプレミアシップに初参戦した。プレミアシップ1年目の成績は12チーム中11位だった。1953-54シーズンのアルスター・カップ決勝でリンフィールドに2-1で勝利し、クラブ初となるシニアチームのタイトルを獲得した。
1960年代には多くの成功を収めた。アルスター・カップで2回目の優勝を果たし、カウンティ・アントリム・シールドで2回の優勝を果たした。しかし、これらの成功は2回のアイリッシュカップ優勝の陰に隠れることになった。1967年は決勝でグレントランに勝利し、初優勝を飾ると、1968年は決勝でリンフィールドに勝利し、2連覇を達成した。この結果、クラブはUEFAカップウィナーズカップに出場した。一方で、1966年7月にクラブハウスが火災によって損壊する事故が起きた。1970年代は1973年と1976年に2回のIFAプレミアシップ優勝を果たした。
1989年9月にロイ・ウォーカーが監督に就任すると、2回 (1995年と1997年) のIFAプレミアシップ優勝を果たし、1993年と1996年には2位に入った。他にも、アルスター・カップやアントリム・シールド、ゴールド・カップなどで優勝した。クラブは1993-94シーズンから5シーズンの間に4回の欧州カップ戦に参戦し、スイス、デンマーク、リトアニア、ジョージアのクラブと対戦した。
2005年2月、スティーヴン・バクスターが監督に就任したが、2004-05シーズンは降格プレーオフでグレナボンに敗れ、1949-50シーズン以来、56シーズン連続で所属していたプレミアシップから降格した。1シーズンでプレミアシップに復帰すると、2006-07シーズンは16チーム中6位の好成績を残した。2007-08シーズンは7位で終えたが、北アイルランド・リーグカップとアントリム・シールドで決勝に進出した。リーグカップはリンフィールドに2-3、アントリム・シールドはグレントランに1-2で敗れ、ともに準優勝に終わった。2008-09シーズンは10シーズンぶりに上位3チームに入り、アイリッシュカップで3回目の優勝を果たした。
2012年1月、北アイルランド・リーグカップ決勝でコールレーンに1-0で勝利し、2回目の優勝を果たした。2014年7月、UEFAヨーロッパリーグ 2014-15予選1回戦でエクラナス・パネヴェジースに勝利し、欧州カップ戦で初めて最初のラウンドを突破した。同年8月、1960年代から70年代にかけてクラブの主力を担うとともに主将を務めた人物であり、2007年にクラブの殿堂入りしていたウォルター・マクファーランドが亡くなった。スティーヴン・バクスターの監督就任10年目となった2015年、NIFLプレミアシップで5回目の優勝を果たした。

## タイトル

### 国内タイトル
- NIFLプレミアシップ : 7回
  - 1972-73, 1975-76, 1994-95, 1996-97, 2014-15, 2015-16, 2017-18
- アイリッシュカップ : 6回 
  - 1966-67, 1967-68, 2008-09, 2018-19, 2021-22, 2022-23
- 北アイルランド・リーグカップ : 2回  
  - 1996-97, 2011-12

### 国際タイトル
- なし

出典

## 過去の成績
| シーズン | ディビジョン                 | ディビジョン | ディビジョン | ディビジョン | ディビジョン | ディビジョン | ディビジョン | ディビジョン | ディビジョン | アイリッシュカップ | リーグカップ |
| シーズン | リーグ                       | 順位         | 試           | 勝           | 分           | 敗           | 得           | 失           | 点           | アイリッシュカップ | リーグカップ |
| -------- | ---------------------------- | ------------ | ------------ | ------------ | ------------ | ------------ | ------------ | ------------ | ------------ | ------------------ | ------------ |
| 2007-08  | アイリッシュ・プレミアリーグ | 7位          | 30           | 12           | 7            | 11           | 45           | 47           | 43           | 6回戦敗退          | 準優勝       |
| 2008-09  | IFAプレミアシップ            | 3位          | 38           | 16           | 14           | 8            | 63           | 45           | 62           | 優勝               | 3回戦敗退    |
| 2009-10  | IFAプレミアシップ            | 4位          | 38           | 17           | 9            | 12           | 57           | 52           | 60           | 準々決勝敗退       | 3回戦敗退    |
| 2010-11  | IFAプレミアシップ            | 2位          | 38           | 23           | 5            | 10           | 78           | 59           | 74           | 準優勝             | 準決勝敗退   |
| 2011-12  | IFAプレミアシップ            | 5位          | 38           | 18           | 10           | 10           | 63           | 47           | 64           | 準優勝             | 優勝         |
| 2012-13  | IFAプレミアシップ            | 2位          | 38           | 26           | 5            | 7            | 82           | 41           | 83           | 準決勝敗退         | 準優勝       |
| 2013-14  | NIFLプレミアシップ           | 3位          | 38           | 18           | 12           | 8            | 67           | 42           | 66           | 準決勝敗退         | 準優勝       |
| 2014-15  | NIFLプレミアシップ           | 1位          | 38           | 25           | 7            | 6            | 93           | 43           | 82           | 準決勝敗退         | 準々決勝敗退 |
| 2015-16  | NIFLプレミアシップ           | 1位          | 38           | 28           | 7            | 3            | 79           | 28           | 91           | 準決勝敗退         | 3回戦敗退    |
| 2016-17  | NIFLプレミアシップ           | 2位          | 38           | 27           | 6            | 5            | 83           | 36           | 87           | 準々決勝敗退       | 準々決勝敗退 |
| 2017-18  | NIFLプレミアシップ           | 1位          | 38           | 28           | 7            | 3            | 106          | 38           | 91           | 6回戦敗退          | 準決勝敗退   |
| 2018-19  | NIFLプレミアシップ           | 4位          | 38           | 20           | 5            | 13           | 68           | 55           | 65           | 優勝               | 準決勝敗退   |
| 2019-20  | NIFLプレミアシップ           | 3位          | 31           | 17           | 8            | 6            | 66           | 30           | 59           | 準々決勝敗退       | 準優勝       |
| 2020-21  | NIFLプレミアシップ           | 6位          | 38           | 16           | 6            | 16           | 62           | 50           | 54           | 準決勝敗退         | 中止         |
| 2021-22  | NIFLプレミアシップ           | 4位          | 38           | 21           | 5            | 12           | 60           | 36           | 68           | 優勝               | ベスト16     |
| 2022-23  | NIFLプレミアシップ           | 5位          | 38           | 19           | 10           | 9            | 72           | 45           | 67           | 優勝               | 1回戦敗退    |

## 欧州の成績
| シーズン | 大会                               | ラウンド  | 対戦相手                           | ホーム | アウェー | 合計    |  |
| -------- | ---------------------------------- | --------- | ---------------------------------- | ------ | -------- | ------- |  |
| 1967-68  | UEFAカップウィナーズカップ         | 1回戦     | バレンシア                         | 2-4    | 0-4      | 2-8     |  |
| 1968-69  | UEFAカップウィナーズカップ         | 1回戦     | ノルシェーピン                     | 2-2    | 1-4      | 3-6     |  |
| 1973-74  | UEFAチャンピオンズカップ           | 1回戦     | ディナモ・ブカレスト               | 0-1    | 0-11     | 0-12    |  |
| 1976-77  | UEFAチャンピオンズカップ           | 1回戦     | リヴァプール                       | 0-5    | 0-2      | 0-7     |  |
| 1980-81  | UEFAカップウィナーズカップ         | 1回戦     | ニューポート・カウンティ           | 0-0    | 0-4      | 0-4     |  |
| 1993-94  | UEFAカップ                         | 1回戦     | セルヴェット                       | 0-0    | 0-4      | 0-4     |  |
| 1995-96  | UEFAカップ                         | 予選      | シルケボーIF                       | 1-2    | 0-4      | 1-6     |  |
| 1996-97  | UEFAカップ                         | 予選      | ジャルギリス・ヴィリニュス         | 2-1    | 0-2      | 2-3     |  |
| 1997-98  | UEFAチャンピオンズリーグ           | 予選1回戦 | ディナモ・トビリシ                 | 1-3    | 1-5      | 2-8     |  |
| 2009-10  | UEFAヨーロッパリーグ               | 予選2回戦 | ラボトニツキ                       | 1-1    | 2-4      | 3-5     |  |
| 2011-12  | UEFAヨーロッパリーグ               | 予選2回戦 | フラム                             | 1-3    | 0-4      | 1-7     |  |
| 2012-13  | UEFAヨーロッパリーグ               | 予選1回戦 | ローゼンボリ                       | 0-3    | 0-1      | 0-4     |  |
| 2013-14  | UEFAヨーロッパリーグ               | 予選1回戦 | ローゼンボリ                       | 1-2    | 2-7      | 3-9     |  |
| 2014-15  | UEFAヨーロッパリーグ               | 予選1回戦 | エクラナス・パネヴェジース         | 3-1    | 2-1      | 5-2     |  |
| 2014-15  | UEFAヨーロッパリーグ               | 予選2回戦 | ブロマポイカルナ                   | 1-1    | 0-4      | 1-5     |  |
| 2015-16  | UEFAチャンピオンズリーグ           | 予選1回戦 | レバディア・タリン                 | 0-0    | 1-1      | 1-1 (a) |  |
| 2015-16  | UEFAチャンピオンズリーグ           | 予選2回戦 | スカンデルベウ・コルチャ           | 3-2    | 1-4      | 4-6     |  |
| 2016-17  | UEFAチャンピオンズリーグ           | 予選2回戦 | コペンハーゲン                     | 0-3    | 0-6      | 0-9     |  |
| 2017-18  | UEFAヨーロッパリーグ               | 予選1回戦 | リエパーヤ                         | 3-1    | 0-2      | 3-3 (a) |  |
| 2018-19  | UEFAチャンピオンズリーグ           | 予選1回戦 | ルドゴレツ・ラズグラド             | 0-2    | 0-7      | 0-9     |  |
| 2018-19  | UEFAヨーロッパリーグ               | 予選2回戦 | オリンピア・リュブリャナ           | 1-5    | 1-1      | 2-6     |  |
| 2019-20  | UEFAヨーロッパリーグ               | 予選1回戦 | B36トースハウン                    | 2-0    | 3-2      | 5-2     |  |
| 2019-20  | UEFAヨーロッパリーグ               | 予選2回戦 | ウルヴァーハンプトン・ワンダラーズ | 1-4    | 0-2      | 1-6     |  |
| 2022-23  | UEFAヨーロッパカンファレンスリーグ | 予選1回戦 | ブルーノズ・マグパイズ             | 3-1    | 1-2      | 4-3     |  |
| 2022-23  | UEFAヨーロッパカンファレンスリーグ | 予選2回戦 | バーゼル                           | 1-1    | 0-2      | 1-3     |  |

## 歴代監督
| 年        | 名前                     |
| --------- | ------------------------ |
| 1898–1952 | 不明                     |
| 1952-1954 | ジャッキー・ヴァーノン   |
| 1954-1962 | 不明                     |
| 1962-1963 | サミー・マックロリー     |
| 1963-1965 | ジミー・マードー         |
| 1965-1968 | テッド・スマイス         |
| 1968-1971 | ジミー・トッド           |
| 1971-1979 | ビリー・ジョンストン     |
| 1979-1983 | イアン・ラッセル         |
| 1983-1986 | トミー・ジャクソン       |
| 1986-1989 | ジャッキー・ハットン     |
| 1989-1998 | ロイ・ウォーカー         |
| 1998-1999 | アーロン・キャラハン     |
| 1999-2000 | マーティン・マレー       |
| 2000-2002 | ガリー・マッカートニー   |
| 2002-2005 | アラン・ドーナン         |
| 2005      | ロイ・ベネット (暫定)    |
| 2005-     | スティーヴン・バクスター |

## 歴代所属選手
- ガレス・マコーリー 2000-2002
- スチュアート・ダラス 2010-2012
- ブライアン・イェンセン 2017-2018